# Sandra Šarić
Sandra Šarić (Senj, 8 de mayo de 1984) es una deportista croata que compitió en taekwondo. 
Participó en los Juegos Olímpicos de Pekín 2008, obteniendo una medalla de bronce en la categoría de –67 kg. Ganó cuatro medallas en el Campeonato Mundial de Taekwondo entre los años 2003 y 2009, y una medalla de oro en el Campeonato Europeo de Taekwondo de 2008.

## Palmarés internacional
| Juegos Olímpicos   | Juegos Olímpicos                  | Juegos Olímpicos  | Juegos Olímpicos |
| Año                | Lugar                             | Medalla           | Categoría        |
| ------------------ | --------------------------------- | ----------------- | ---------------- |
| 2008               | Pekín (China)                     | Medalla de bronce | –67 kg           |
| Campeonato Mundial |                                   |                   |                  |
| Año                | Lugar                             | Medalla           | Categoría        |
| 2003               | Garmisch-Partenkirchen (Alemania) | Medalla de plata  | –67 kg           |
| 2005               | Madrid (España)                   | Medalla de bronce | –67 kg           |
| 2007               | Pekín (China)                     | Medalla de bronce | –67 kg           |
| 2009               | Copenhague (Dinamarca)            | Medalla de bronce | –67 kg           |
| Campeonato Europeo |                                   |                   |                  |
| Año                | Lugar                             | Medalla           | Categoría        |
| 2008               | Roma (Italia)                     | Medalla de oro    | –72 kg           |